# Borak (Kneževo)
Borak (szerbül: Борак), település Kneževo községben, Bosznia-Hercegovinában, a Bosanska Krajina keleti részén, a Szerb Köztársaságban.

## Fekvése
A település Bosznia-Hercegovina északi részén, Banja Lukától légvonalban 37, közúton 56 km-re délkeletre, községközpontjától légvonalban 3, közúton 5 km-re délre, 740-1050 méteres magasságban található.

## Népessége
| Nemzetiségi csoport | Népesség 1991 | Népesség 2013 |
| ------------------- | ------------- | ------------- |
| Szerb               | 345           | 112           |
| Bosnyák             | 0             | 0             |
| Horvát              | 1             | 1             |
| Jugoszláv           | 0             | 0             |
| Egyéb               | 2             | 0             |
| Összesen            | 348           | 113           |

## Története
A szerb lakosságú település 1878-ig tartozott az Oszmán Birodalomhoz, ekkor a berlini kongresszus határozata alapján az Osztrák-Magyar Monarchia része lett. 1879-ben az első osztrák-magyar népszámlálás során a Jajcai járáshoz és Skender Vakuf községhez tartozó településnek 34 háztartása, 320 ortodox szerb és 14 muszlim lakosa volt. 1910-ben a Kotor Varoš-i járáshoz és Borak községhez tartozó településen 51 háztartást és 467 ortodox lakost találtak. A monarchia szétesésével 1918-ban előbb a Szerb-Horvát-Szlovén Királyság, majd 1929-től a Jugoszláv Királyság része lett. 1921-ben Bastaji községnek összesen 690 lakosa volt, mind ortodox szerbek. Az 1929-es törvény értelmében, amikor Bosznia-Hercegovinát négy banovinára, Drinskára, Vrbaskára, Zetskára és Primorskára osztották, a település a Vrbaska banovina része lett, amelynek székhelye Banja Luka volt. Jugoszlávia megszállása után a Független Horvát Állam (NDH) része lett. A második világháború után 1992-ig a település a szocialista Jugoszlávia keretében a Bosznia-Hercegovinai Népköztársaság része volt. A boszniai háborút lezáró daytoni békeszerződést követő területfelosztásnál a Szerb Köztársaság területéhez került.